# Intervenção militar na Iugoslávia em 1999
A intervenção militar na Iugoslávia em 1999 foi a operação militar da Organização do Tratado do Atlântico Norte (OTAN) contra a República Federal da Iugoslávia durante a Guerra do Kosovo. De acordo com a OTAN, a operação buscava deter os abusos de direitos humanos no Kosovo, e foi a primeira vez que a organização usou a força militar sem a aprovação do Conselho de Segurança das Nações Unidas. Os ataques aéreos duraram de 24 de março de 1999 a 10 de junho de 1999. O codinome oficial da operação da OTAN foi Operação Força Aliada (Operation Allied Force); os Estados Unidos chamaram de Operação Noble Anvil, enquanto na Iugoslávia a operação foi incorretamente chamada de "Anjo Misericordioso" (cirílico sérvio: Милосрдни анђео), como resultado de um erro ou má tradução.
O bombardeio da OTAN assinalou a segunda grande operação de combate em sua história, após a campanha de bombardeio na Bósnia e Herzegovina em 1995 (Operação Força Deliberada). Os bombardeios de 1999 levaram à retirada das forças iugoslavas do Kosovo e o estabelecimento da UNMIK, a missão da ONU no Kosovo.
A operação, com o apoio direto do governo dos Estados Unidos da América sob a administração de Bill Clinton, ficou caracterizada principalmente pelos bombardeios aéreos da OTAN às cidades de Belgrado e Novi Sad, que acarretaram a morte de centenas de civis inocentes, a mais de 300 km da zona de conflito, além da destruição da infraestrutura civil e militar da região. De um ponto de vista militar, de acordo com a OTAN, a operação foi um sucesso, cumprindo seus objetivos e trazendo um fim ao conflito que assolava a região havia quase uma década.

## Antecedentes
Após a sua autonomia ser anulada, o Kosovo foi confrontado com o estado organizado opressão: desde o início da década de 1990, rádio e televisão de língua albanesa foram restringidos e jornais fechados, enquanto que kosovares albaneses foram demitidos em um grande número de empresas e instituições públicas, incluindo bancos, hospitais, estação de correios e escolas. Em junho de 1991, a assembleia da Universidade de Pristina e vários conselhos do corpo docente foram dissolvidos e substituídos por sérvios, e professores kosovares albaneses foram impedidos de entrar nas instalações da escola para o novo ano escolar com início em setembro de 1991, forçando estudantes a estudar em casa.
Com o tempo, os albaneses do Kosovo começaram uma insurgência contra Belgrado quando o Exército de Libertação do Kosovo foi fundado em 1996. Os confrontos armados entre dois lados irromperam no início de 1998. Um cessar-fogo facilitado pela OTAN foi assinado em 15 de outubro, mas ambos os lados o quebraram dois meses depois e os combates recomeçaram. Quando o assassinato de 45 albaneses kosovares no massacre de Račak foi relatado em janeiro de 1999, a OTAN decidiu que o conflito só poderia ser resolvido através da introdução de uma força militar de manutenção de paz forçadamente para conter os dois lados. Após os Acordos de Rambouillet fracassarem em 23 de março com a rejeição iugoslava de uma força de manutenção de paz externa, a OTAN se preparou para instalar as forças de paz pela força.

## Objetivos
Os objetivos declarados pela OTAN no conflito do Kosovo no Conselho do Atlântico Norte na reunião da OTAN em 12 de abril de 1999: 
- parar com todas as acções militares e ao fim imediato da violência e da repressão;
- retirada do Kosovo de militares, policiais e forças paramilitares sérvias;
- estacionar uma presença militar internacional no Kosovo;
- retorno seguro e incondicional de todos os refugiados e pessoas deslocadas;
- estabelecimento de um acordo político para o Kosovo com base nos Acordos de Rambouillet, em conformidade com o direito internacional e à Carta das Nações Unidas.

## Estratégia
A Operação Força Aliada utilizou predominantemente em larga escala uma campanha aérea para destruir infra-estruturas militares sérvias. Alvos estratégicos, como pontes e fábricas, também foram bombardeadas, tais como instalações estratégicas em Belgrado e Priština.

## Operação
Em 20 de março de 1999, monitores da Missão de Verificação do Kosovo da OSCE se retiraram do Kosovo citando uma "constante deterioração da situação de segurança", e em 23 de março de 1999 Richard Holbrooke retornou a Bruxelas e anunciou que as negociações de paz fracassaram. Horas antes do anúncio, a Iugoslávia anunciou na televisão nacional que havia declarado um estado de emergência citando uma "ameaça iminente de guerra... contra a Iugoslávia pela OTAN" e começou uma grande mobilização de tropas e recursos. Em 23 de março de 1999, às 22h17 UTC, o Secretário-Geral da OTAN, Javier Solana, anunciou que havia ordenado ao Comandante Supremo Aliado na Europa (SACEUR), General Wesley Clark, para "iniciar operações aéreas na República Federal da Iugoslávia". Em 24 de março, às 19h00 UTC, a OTAN iniciou a campanha de bombardeios contra a Iugoslávia.

## Consequências

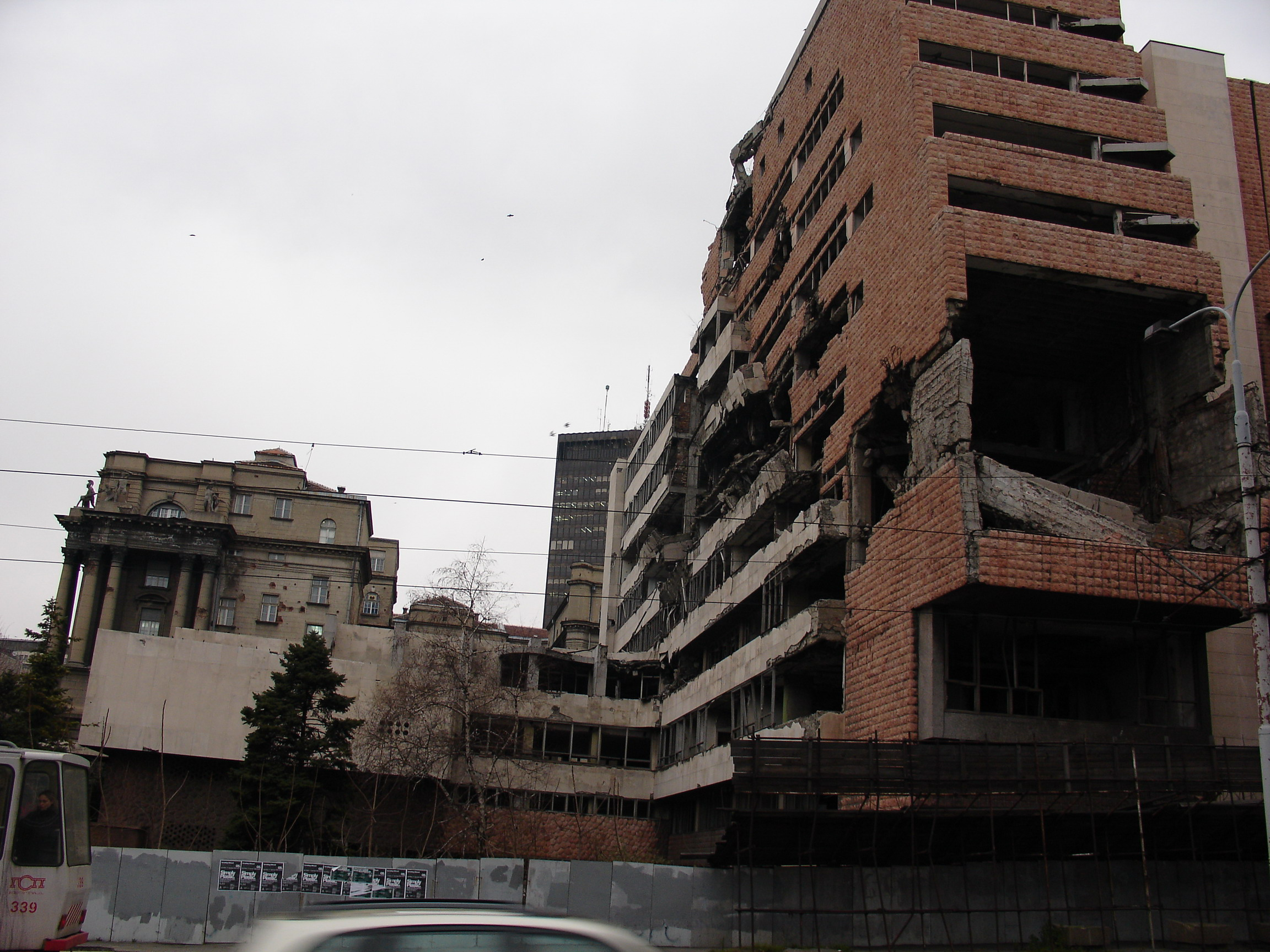
Edifício Sede do Exército Iugoslavo danificado pelos bombardeios da OTAN

### Baixas civis
Segundo a rede de TV Russia Today, morreram 1 200 civis na operação e 4 500 pessoas ficaram feridas. Já a organização Human Rights Watch estimou que cerca de 500 civis foram mortos.

### Vítimas militares
As vítimas militares no lado da OTAN eram limitadas. De acordo com relatórios oficiais, a aliança não sofreu nenhuma fatalidade das operações de combate. As perdas entre as forças sérvias foram consideradas bem altas. Segundo a OTAN, boa parte da infraestrutura militar do país foi destruída ou sofreu sérios danos.

### Resultados políticos
Quando a OTAN concordou que o Kosovo seria politicamente supervisionado pelas Nações Unidas, e que não haveria referendo para a independência por três anos (o principal objetivo da OTAN foi o de fazer uma votação sobre a independência), o governo iugoslavo concordou em retirar suas forças do Kosovo, sob forte iniciativa diplomática da Rússia, e os bombardeios acabaram suspensos em 10 de junho.
O presidente iugoslavo Slobodan Milošević sobreviveu ao conflito e declarou o seu resultado uma grande vitória para a Iugoslávia e a Sérvia. Ele, contudo, foi indiciado por crimes pelo Tribunal Penal Internacional para a antiga Jugoslávia, juntamente com uma série de outras altas figuras políticas e militares sérvias e iugoslavas. Sua acusação levou a Iugoslávia como um todo a ser tratado como um pária por grande parte da comunidade internacional, porque Milošević foi sujeito a prisão, se ele deixou Jugoslávia. A economia do país foi gravemente afetada pelo conflito, e um ano mais tarde, descontentamento popular com o regime de Milošević levou à sua queda em Outubro de 2000.
Milhares foram mortos durante o conflito, e mais centenas de milhares fugiram da província para outras partes do país e para os países vizinhos. A maioria dos refugiados albaneses voltou para casa dentro de poucas semanas ou meses. No entanto, grande parte da população não albanesa fugiu novamente para outras partes da Sérvia ou para se proteger no enclaves no Kosovo. A atividade da guerrilha albanesa espalhou para outras partes da Sérvia e para a vizinha República da Macedónia, mas abrandado em 2001.

## Reações

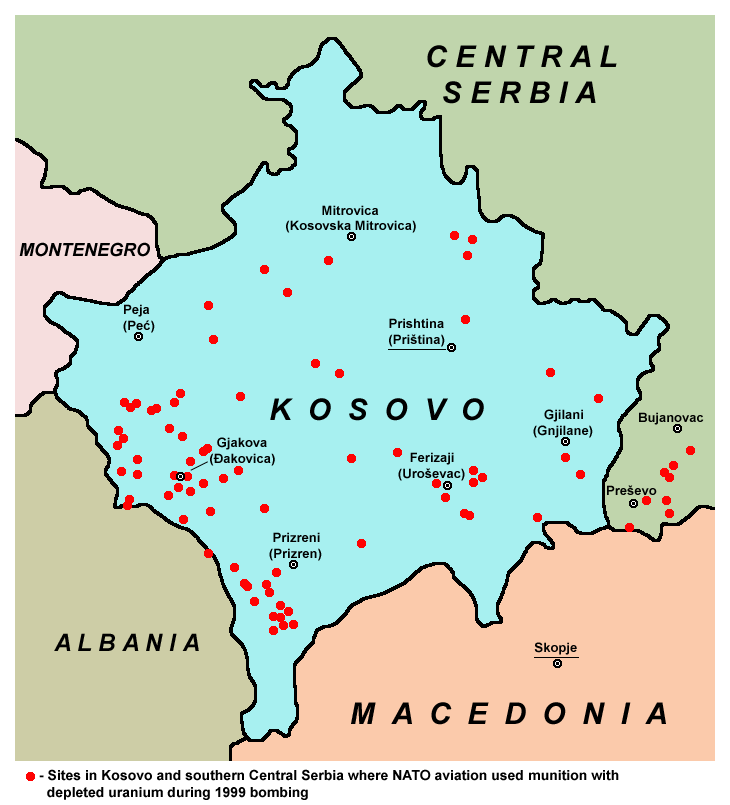
Locais no Kosovo e no sul da Sérvia Central, onde a OTAN utilizou munições com urânio empobrecido

Apoiadores da intervenção militar na Iugoslávia argumentaram que o bombardeio pôs fim à limpeza étnica da população albanesa do Kosovo e que apressou (ou causou) a queda do regime Slobodan Milošević, que eles viam como responsáveis pelo isolamento internacional da Iugoslávia, muitos crimes de guerra e violações graves dos direitos humanos. Outros consideram a ação como de legalidade duvidosa. Noam Chomsky condenou a campanha militar da OTAN na Iugoslávia, particularmente o seu bombardeio aéreo, que incluiu o bombardeio de estações de televisão, eletricidade e abastecimento de água, bem como alvos militares.

### Em favor da campanha
Apoio à legitimidade da campanha de bombardeios da OTAN veio de uma variedade de fontes. Em um artigo de 2009, David Clark afirmou que "Cada membro da OTAN, cada país da UE e a maioria dos vizinhos da Iugoslávia, apoiaram a ação militar" com declarações dos líderes Bill Clinton, Václav Havel e Tony Blair, descrevendo, respectivamente a guerra como "um ataque de tanques e artilharia sobre um povo em grande parte indefeso, cujos líderes já aceitaram a paz", "a primeira guerra pelos valores" e "para evitar o que seria um desastre humanitário no Kosovo." Outros incluíram o então secretário-geral da ONU Kofi Annan, que foi relatado por algumas fontes como reconhecendo que a ação da OTAN era legítima, enfatizando que havia ocasiões em que o uso da força era legítimo na busca da paz, embora Annan ressaltasse que o "Conselho deveria ter sido envolvido em qualquer decisão de usar a força".
Aqueles que estiveram envolvidos nos ataques aéreos da OTAN têm defendido a decisão a tomar tal ação. O Secretário de Defesa de Clinton, William Cohen, disse: "Os relatos terríveis de assassinato em massa no Kosovo e as imagens de refugiados fugindo da opressão sérvia para salvar suas vidas torna claro que esta é uma luta pela justiça sobre genocídio". No Face the Nation do CBS, Cohen afirmou: "Temos visto agora cerca de 100 000 homens em idade militar desaparecidos ... Eles podem ter sido assassinados". Clinton, citando o mesmo valor, falou de "pelo menos 100 000 (kosovares albaneses) desaparecidos". Mais tarde, Clinton disse sobre as eleições iugoslavas "eles vão ter que vir a enfrentar o que o Sr. Milošević ordenou em Kosovo... eles vão ter que decidir se sustentam sua liderança ou não; mesmo eles achando que está OK todas essas dezenas de milhares de pessoas serem mortas... " Na mesma conferência de imprensa, Clinton também afirmou que "a OTAN parou deliberadamente esforços sistemáticos de limpeza étnica e genocídio". Clinton comparou os acontecimentos do Kosovo ao Holocausto. A CNN relatou: "acusando a Sérvia de 'limpeza étnica' em Kosovo semelhante ao genocídio dos judeus na Segunda Guerra Mundial, um apaixonado Presidente Clinton procurou terça-feira angariar apoio público para sua decisão de enviar forças dos Estados Unidos para o combate contra a Iugoslávia, uma perspectiva que parecia cada vez mais provável com o colapso de um esforço diplomático de paz". O Departamento de Estado de Clinton também reivindicou que tropas sérvias cometeram genocídio. O The New York Times relatou "a Administração disse que as evidências de 'genocídio' por forças sérvias estava crescendo para incluir uma 'ação repugnante e criminosa' em grande escala. A linguagem do Departamento de Estado era mais forte até naquela época na denuncia ao presidente iugoslavo Slobodan Milošević ". O Departamento de Estado também deu uma estimativa mais elevada de albaneses mortos. Em maio de 1996, o secretário de Defesa William Cohen sugeriu que poderia haver até 100 000 óbitos albaneses". Cinco meses após a conclusão do bombardeio da OTAN, quando cerca de um terço dos sítios de valas relatados tinham sido visitados, 2 108 corpos foram encontrados, com uma estimativa total de entre cinco e doze mil. As forças sérvias tinham ocultado sistematicamente sítios de valas e movido corpos.

### Críticas à intervenção

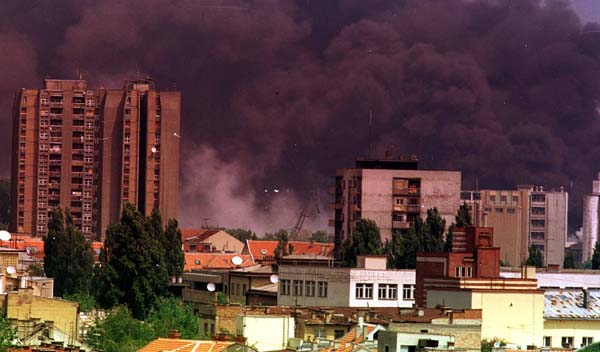
Novi Sad em chamas, 1999, República Federal da Iugoslávia.

Também houve críticas à campanha. Joseph Farah acusou a coalizão de exagerar os números de baixas para fazer uma reivindicação de potencial genocídio para justificar os bombardeios. O presidente dos Estados Unidos Clinton e seu governo, foram acusados de inflar o número de kosovares albaneses mortos pelos sérvios.
Após o bombardeio da embaixada chinesa em Belgrado, o premiê chinês Jiang Zemin disse que os Estados Unidos estavam usando sua superioridade econômica e militar para agressivamente expandir sua influência e interferir nos assuntos internos de outros países. Os líderes chineses chamaram a campanha da OTAN de um precedente perigoso de agressão flagrante, uma nova forma de colonialismo, e uma guerra agressiva infundada na moral ou lei. Foi visto como parte de um complô dos Estados Unidos para destruir Iugoslávia, expandir para o leste e controlar toda a Europa.
Alguns opositores criticaram a intervenção da OTAN como uma tática política diversionista, citando o timing da mesma, vindo a ocorrer durante o escândalo Lewinsky como uma indicação de que o conflito era apenas uma "pequena guerra vitoriosa” destinada a obter ganhos políticos ao invés de qualquer finalidade humanitária. Algum suporte para esta hipótese pode ser encontrada no fato de que a cobertura do bombardeio substituiu diretamente a cobertura do escândalo Monica Lewinsky em ciclos de notícias estadunidenses. Outros criticaram a chamada “intervenção humanitária” por agir seletivamente no Kosovo, citando a indiferença ocidental perante o genocídio em Ruanda em 1994 e a crise humanitária que ocorria na mesma época no Timor-Leste, afirmando que a verdadeira razão dos bombardeios seria justificar a existência da OTAN no pós-Guerra Fria e a deposição de Milosevic, um desafeto incomodo para o Ocidente. José Ramos-Horta chamou a situação de ‘hipocrisia’.
Em uma entrevista com o jornalista da Rádio Televisão da Sérvia Danilo Mandic em 25 de abril de 2006, Noam Chomsky alegou que Strobe Talbott, o vice-secretário de Estado no governo Clinton e negociador líder dos Estados Unidos durante a guerra, negado posteriormente no livro de John Norris de 2005 Collision Course: NATO, Russia, and Kosovo que "a situação dos kosovares albaneses" foi a força propulsora por trás da campanha, alegando que a verdadeira razão foi a "resistência da Iugoslávia para... [a] reforma política e econômica" que estava impulsionando a liberalização e desregulamentação dos mercados em toda a região. Em 31 de maio de 2006, o professor de economia da Universidade da Califórnia em Berkeley Brad DeLong refutou essa alegação e observou que, na passagem original, que Chomsky citou, Talbott afirmou que "a crise do Kosovo foi impulsionada pela frustração com Milosevic e o medo legítimo de que instabilidade e o conflito pudessem se espalhar ainda mais na região " e também alegou que " muitas pessoas alheias acusam os países ocidentais de intervenção seletiva no Kosovo — combatendo de imediato nos Balcãs, evitando os Sudãos e Ruandas do mundo. Este não era o caso . Apenas uma década de morte, destruição e brinkmanship de Milosevic pressionaram a OTAN a agir quando as conversações de Rambouillet ruíram. A maioria dos líderes das grandes potências da OTAN eram proponentes da política da "terceira via" e dirigiam governos economicamente centristas, socialmente progressistas. Nenhum destes homens eram particularmente beligerantes, e Milosevic não lhes permitia o espaço político de manobra para olhar além de seus abusos".
A Carta das Nações Unidas não permite intervenções militares em outros países soberanos, com poucas exceções, que, em geral, precisam ser decididas pelo Conselho de Segurança das Nações Unidas. O assunto foi levado perante o Conselho de Segurança pela Rússia, em um projeto de resolução que, entre outros aspectos, iria afirmar "que tal uso unilateral de força constitui uma violação flagrante da Carta das Nações Unidas". China, Namíbia e Rússia votaram a favor da resolução, os outros membros contra, assim não conseguiu passar.
Em 29 de abril de 1999, a Iugoslávia apresentou uma queixa no Tribunal Internacional de Justiça (TIJ) em Haia contra dez países membros da OTAN (Bélgica, Alemanha, França, Reino Unido, Itália, Canadá, Holanda, Portugal, Espanha e Estados Unidos) e alegou que a operação militar tinha violado o artigo 9 da Convenção sobre Genocídio de 1948 e que a Iugoslávia tinha jurisdição para processar através do artigo 38, parágrafo 5 do Regulamento da Corte. Em 2 de junho, o TIJ decidiu em uma votação de 8-4 que a Iugoslávia não tinha tal jurisdição.
A Anistia Internacional divulgou um relatório que afirmava que as forças da OTAN havia deliberadamente alvejado um objeto civil (bombardeio da OTAN a sede da Rádio Televisão da Sérvia) e tinha bombardeado alvos em que civis foram determinados para serem mortos. O relatório foi rejeitado pela OTAN como "infundado e mal fundamentado". Uma semana antes de o relatório ser lançado, Carla Del Ponte, promotora-chefe do Tribunal Penal Internacional para a antiga Iugoslávia havia dito ao Conselho de Segurança das Nações Unidas que sua investigação sobre as ações da OTAN não encontraram qualquer fundamento para a acusação da OTAN ou de seus líderes por crimes de guerra.